# جيم كرويل
جيم كرويل (بالإنجليزية: Jim Crowell)‏ هو لاعب كرة قاعدة أمريكي، ولد في 14 مايو 1974 في منيابولس في الولايات المتحدة.

## وصلات خارجية
- جيم كرويل على موقع دوري كرة القاعدة الرئيسي (الإنجليزية)
- جيم كرويل على موقعبيزبول رفرنس.كوم (الدوري الرئيسي) (الإنجليزية)
- جيم كرويل على موقعبيزبول رفرنس.كوم (الدوري الثانوي) (الإنجليزية)
- جيم كرويل على موقع إي إس بي إن.كوم (أم.أل.بي) (الإنجليزية)
- جيم كرويل على موقع مشجعي الرسوم البيانية (الإنجليزية)